# Bruto Castellani
Bruto Castellani (1888 – 1933) foi um ator de cinema italiano da era silenciosa. Castellani atuou em mais de trinta filmes durante a sua carreira, incluindo Marcantonio e Cleopatra (1913).

## Filmografia selecionada
- Marcantonio e Cleopatra (1913)
- Giulio Cesare (1914)